# Dicroglossidae
Dicroglossidae – rodzina płazów z rzędu płazów bezogonowych (Anura). 

## Zasięg występowania
Płazy z tej rodziny występują w tropikalnych oraz subtropikalnych rejonach Azji i Afryki. Większość gatunków należąca do tej rodziny żyje na terenie Azji

## Systematyka
Początkowo Dicroglossidae była uznawana za podrodzinę rodziny żabowatych, jednak obecnie Dicroglossidae jest powszechnie uznawana za rodzinę.

### Podział systematyczny
Do rodziny należą następujące podrodziny:
- Dicroglossinae
- Occidozyginae

## Galeria

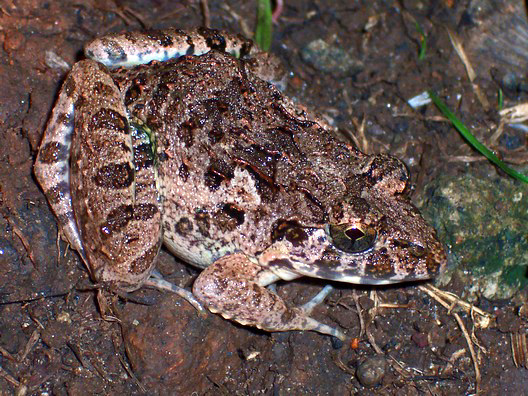
Fejervarya cancrivora
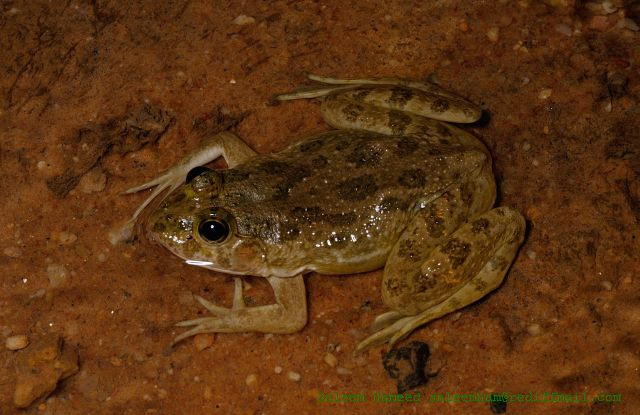
Euphlyctis cyanophlyctus
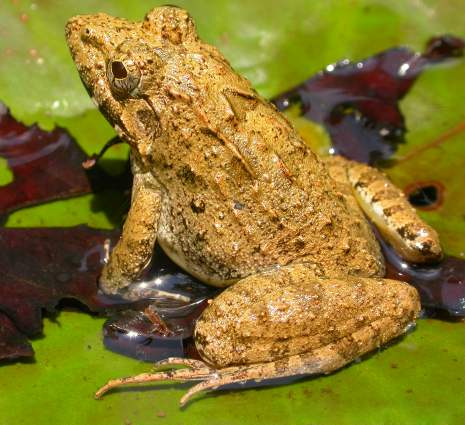
Hoplobatrachus tigerinus
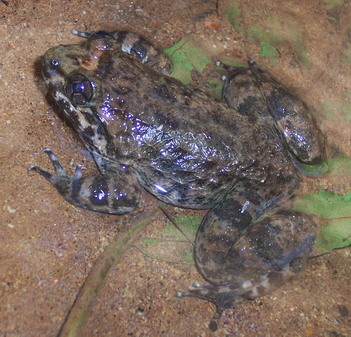
Limnonectes kuhlii